# Luisa Juliana de Orange-Nassau
Luisa Juliana de Orange-Nassau (Delft, 31 de marzo de 1576-Königsberg, 15 de marzo de 1644) era por matrimonio electora del Palatinado. 

## Primeros años

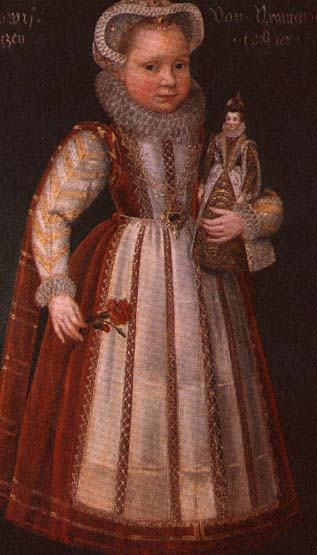
Luisa Juliana cuando niña.

Luisa Juliana era la hija mayor del príncipe Guillermo el Taciturno, de Orange-Nassau (1533-1584) con su tercera esposa, la princesa Carlota de Borbón-Montpensier (1546-1582), hija del duque Luis III de Borbón-Montpensier y de la condesa de Bar-sur-Seine, Jacqueline de Longwy. Luisa Juliana es el primer miembro holandés nacido en la Casa de Orange-Nassau. Después de que su padre fuera asesinado en 1584 por Balthasar Gérard en Delft, creció con sus hermanas junto a su madrastra, la princesa Luisa de Coligny (1555-1620) en Delft. Como líder de una de las principales familias protestantes, Luisa estaba tratando de encontrar maridos influyentes de su religión para sus hijastras.

### Matrimonio e hijos
El 13 de junio de 1593, Luisa Juliana fue la primera hermana en casarse, con el elector Federico IV del Palatinado. Después de la boda, salieron acompañados por su hermana menor, Emilia Antuerpiana, a Heidelberg. 
Después de más de una privación en la infancia y la adolescencia, la piadosa princesa tuvo que acostumbrarse a una corte relativamente rica y un esposo amante de la diversión. El matrimonio seguía siendo feliz, y Luisa Juliana estaba entregada a su familia.
Luisa Juliana y Federico IV del Palatinado tuvieron ocho hijos:
- Luisa Juliana (Heidelberg, 16 de julio de 1594-Meisenheim, 28 de abril de 1640), se casó en 1612 con el conde Juan II del Palatinado-Zweibrücken.
- Catalina Sofía (Heidelberg, 10 de junio de 1595-28 de junio de 1626).
- Federico V (16 de agosto de 1596-29 de noviembre de 1632), elector del Palatinado.
- Isabel Carlota (19 de noviembre de 1597-26 de abril de 1660), casada en 1616 con el elector Jorge Guillermo I de Brandeburgo.
- Ana Leonor (Heidelberg, 4 de enero de 1599-ibidem, 10 de octubre de 1600).
- Luis Guillermo (Heidelberg, 5 de agosto de 1600-ib., 10 de octubre de 1600).
- Mauricio Cristian (Heidelberg, 18 de septiembre de 1601-ib., 28 de marzo de 1605).
- Luis Felipe (Heidelberg, 23 de noviembre de 1602-Crossen, 6 de enero de 1655), elector del Palatinado-Simmern.

A la muerte de su marido en 1610, gobernó en nombre de su hijo, Federico V, conocido como "rey de un invierno", pero el tutor principal fue el duque Juan II del Palatinado-Zweibrücken. Después de un año, su hijo fue declarado mayor de edad y Luisa Juliana lo envió a completar su educación en la corte de su hermana, Isabel de Nassau, en Sedán.
Cuando el emperador Matías de Habsburgo murió en 1619, el reino de Bohemia le ofreció el trono a su hijo, Federico V del Palatinado, el 24 de agosto de 1619. Ella aconsejó a su hijo, sin éxito, de que no aceptara la corona. Después de la aventura en Bohemia, la familia electoral tuvo que huir de las tropas imperiales del Palatinado.

## Últimos años
Luisa Juliana no volvió a ver más a su hijo. Se fue con dos de sus nietos primero a Wurtemberg, pero el duque Juan Federico de Wurtemberg, por temor al emperador, le exigió que abandonara el país. Se mudó con su hija a Berlín, a la corte del príncipe elector Jorge Guillermo I de Brandeburgo. En 1638, éste se trasladó a Königsberg con toda su familia como consecuencia de los estragos de la guerra de los Treinta Años.
Luisa Juliana murió en 1644 y fue enterrada en la Catedral de Königsberg.